# シャルル・ブリアンション
シャルル・ジュリアン・ブリアンション（仏: Charles Julien Brianchon、1783年12月19日 – 1864年4月29日
）は、フランスの数学者、化学者。 

## 経歴
1804年、18歳でエコール・ポリテクニークに入学、ガスパール・モンジュの下で学び、1808年クラス首位で卒業した。その後はナポレオンの砲兵中尉として働き実績を積んだ。1818年、ヴァンセンヌの近衛兵砲兵学校の教授に就任した。

## 功績
- もっとも有名な功績に、1810年のブリアンションの定理の証明がある。
- ブリアンションの著作「Mémoire sur les lignes du second ordre 」（パリ、 1817）はオンラインで入手可能[1]。